# Красная Стрелка
Красная Стрелка — упразднённый посёлок в Большеигнатовском районе Мордовии. Входил в состав Вармазейского сельского поселения. Исключен из учётных данных в 2009 году.

## История
Основан в середине 1920-х годов. В 1931 году посёлок состоял из 24 дворов и входил в состав Ново-Селищского сельсовета.

## Население
| 2002 | 2010 |
| ---- | ---- |
| 5    | ↘0   |

Национальный состав
Согласно результатам Всероссийской переписи населения 2002 года, в национальной структуре населения русские составляли 100 %.